# William Haussoullier
William Haussoullier, né le 14 mai 1815 à Paris, ville où il est mort le 27 mars 1892, est un peintre et graveur français, spécialisé dans les scènes religieuses et de genre.

## Biographie

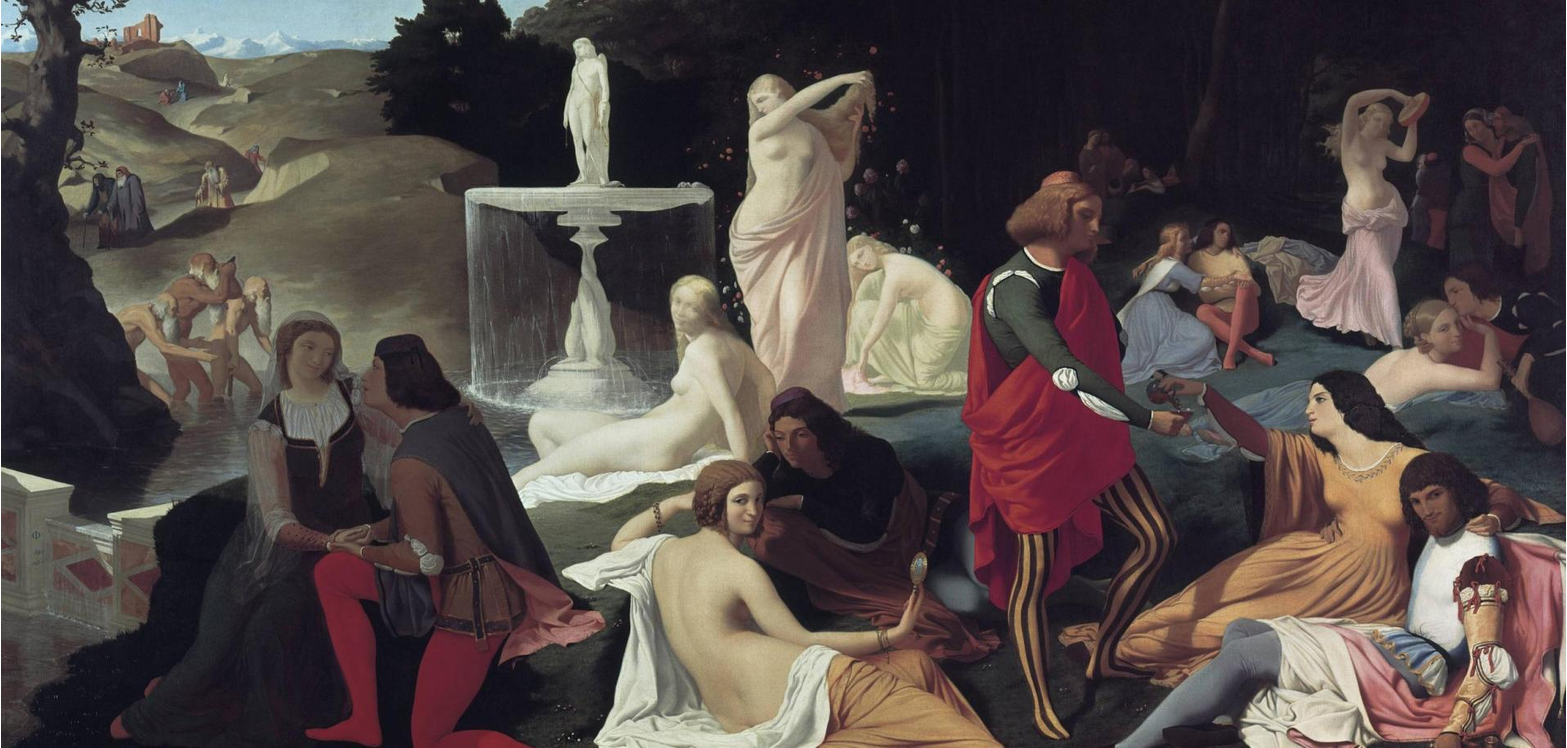
La Fontaine de Jouvence (1844), toile exposée au Salon de 1845 (collection Graham Reynolds, Londres).

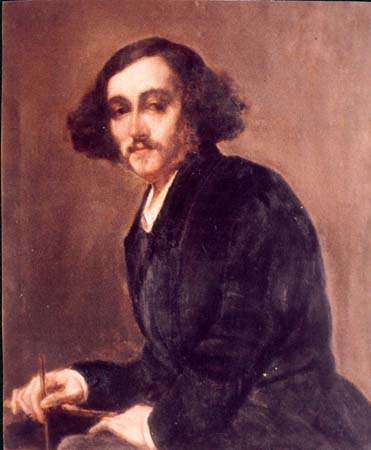
Jules Barbey d'Aurevilly (vers 1845 ?), musée Barbey-d'Aurevilly.

Né à Paris (ancien 3e arrondissement), Guillaume Haussoullier (parfois écrit « Haussoulier ») et qui se fit appeler du prénom de William peut-être dû à une ascendance anglaise par sa mère Lucy Sisson, est admis à l'école des Beaux-arts et devient l'élève, puis l'assistant, de Paul Delaroche. Son premier travail présenté au Salon de Paris remonte à 1838, il s'agit d'une peinture intitulée Agar dans le désert, sans doute un thème biblique imposé dans le cadre de ses études ; son adresse est mentionnée au 26 rue Meslay. Haussoullier revient au Salon en 1840, 1841 et 1845. 

C'est au cours du Salon de 1845 que Charles Baudelaire s'enthousiasme pour sa toile, titrée  Fontaine de Jouvence, au grand étonnement du milieu de l'art, puisqu'il est bien le seul à trouver ce tableau intéressant,. Le jeune critique écrit en effet à son propos : 

« Après les tableaux merveilleux de M. Delacroix, celui-ci est véritablement le morceau capital de l'Exposition ; disons mieux, il est, dans un certain sens toutefois, le tableau unique du Salon de 1845 ; car M. Delacroix est depuis longtemps un génie illustre, une gloire acceptée et accordée ; il  a donné cette année quatre tableaux ; M. William Haussoullier hier était inconnu, et il n'en a  envoyé qu'un. »

 et conclut, après une longue description, que 

« Le sentiment de ce tableau est exquis ; dans cette composition l'on aime et l'on boit, — aspect voluptueux — mais l'on boit et l'on aime d'une manière très sérieuse, presque mélancolique. Ce ne sont pas des jeunesses fougueuses et remuantes, mais de secondes jeunesses qui connaissent le prix de la vie et qui en jouissent avec tranquillité. »

 La Fontaine de Jouvence, qui s'inscrit dans son époque marquée par le style troubadour, va cependant disparaître de la vue du public pendant près d'un siècle, et son auteur, sombrer en grande partie dans l'oubli. En 1937, Graham Reynolds, le conservateur des estampes au Victoria & Albert Museum de Londres, découvre cette toile en vente chez Christie's et l'acquiert pour quelques livres sterling : on lui doit la reconstitution des débuts de ce peintre.
Haussoullier semble avoir des origines familiales en Angleterre, il est lié aux Payton, et possède un courtier sur la place de Londres, où sera rapidement vendue la Fontaine de Jouvence : en 1844, il l'exposait déjà à la Royal Academy. C'est ce détail qui intrigua Graham Reynolds. Il révèle entre autres que Haussoullier avait pour ami Théodore Chassériau qui fit son portrait au crayon en 1850. Le peintre fréquentait aussi Eugénie de Guérin, qui, après 1839, écrivit à son ami Jules Barbey d'Aurevilly pour lui recommander Haussoullier ; ce dernier fit un portrait de l'écrivain à la mode bohème.
Après ces débuts, Haussoullier va recevoir à Paris, dès les années 1853-1854, des commandes de l'administration impériales des beaux-arts : portraits officiels, scènes religieuses destinés à des églises. Toutefois, un tournant s'opère après 1865. Haussoullier avait, depuis 1845, exposé très régulièrement au Salon des peintures religieuses. À partir de 1867, il présente désormais des gravures, et ce, sur les conseils de Léopold Flameng. Et il ne cessera d'en produire et d'en montrer jusqu'au Salon des artistes français de 1892. Ce sont pour la plupart des eaux fortes d'interprétation, d'après les grands maîtres de la Renaissance italienne, auxquelles l'expert Henri Beraldi trouve de bonnes qualités. Certaines de ses eaux fortes ont été reproduites dans la Gazette des beaux-arts.
Devenu membre de la Société des artistes français, il meurt le 27 mars 1892 en son domicile, au 61 boulevard Suchet dans le 16e arrondissement de Paris quelques jours avant l'ouverture du Salon. Il est inhumé au cimetière d'Auteuil (9e division)
Il avait pour beau-fils l'artiste William Julian-Damazy, enfant que son épouse avait eu lors d'un précédent mariage.

## Conservation de ses œuvres

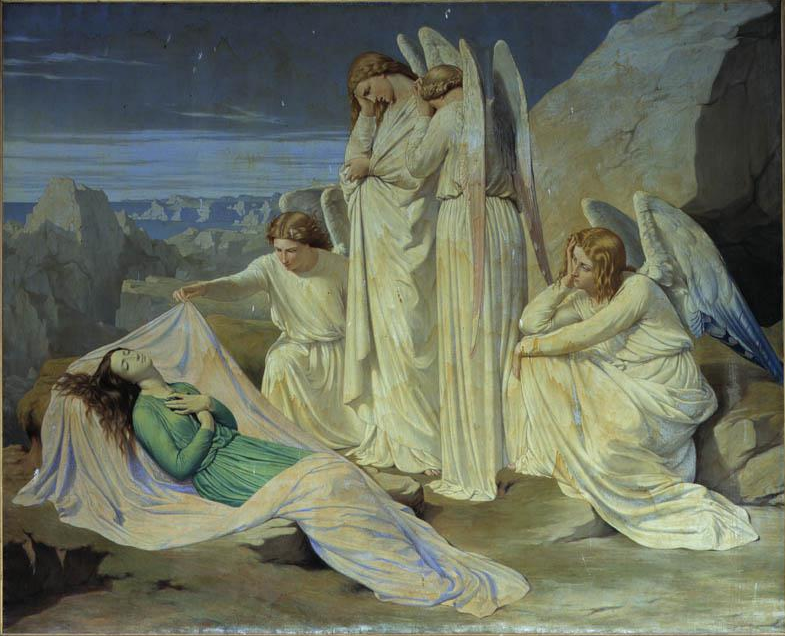
La Mort de sainte Catherine d'Alexandrie (1859).

- Bellac, église paroissiale de l'Assomption-de-la-Très-Sainte-Vierge
  - Saintes femmes au pied de la croix[11], huile sur toile, 500 x 350 cm, 1839
- Eppe-Sauvage, église paroissiale Saint-Ursmer
  - La Mort de sainte Catherine d'Alexandrie, huile sur toile, 1859
- Lavaur
  - Apollon et Marsyas, estampe
- Nemours, Château-Musée
  - L'Odalisque à l'esclave, burin d'après Ingres, 1858
- Paris 
  - Chalcographie du Louvre
    - Combat de cavaliers, burin, d'après Léonard

  - Département des Arts graphiques du musée du Louvre
    - Étude pour une composition avec Homère et une divinité ailée, mine de plomb[12]
    - Le Supplice de Marsyas, dessin, d'après Paul Baudry

  - École des beaux-arts[13]
    - L'Adoration des mages, huile sur toile d'après Botticelli, 1873
    - Philippe IV, burin d'après Vélasquez, s.d.

  - Manufacture nationale des Gobelins
    - Portrait de Philibert Delorme, huile sur toile, 1854-1856

  - Musée Carnavalet[14]
    - Gloria in excelsis Deo, burin
    - Le Mariage, plusieurs burins d'après Boulanger, fresque de la mairie du 13e
    - Saint Zozime raconte à ses moines la vie de la sainte, plusieurs burins, d'après Chassériau pour l'église Saint-Merri
    - Saint-Louis de Gonzague, plusieurs burins d'après Bézard, pour l'église Saint-Eustache

  - Petit Palais
    - Personnages sous un portique, huile sur bois
    - Autoportrait, huile
- Saint-Sauveur-le-Vicomte, musée Barbey-d'Aurevilly
  - Portrait de Barbey d'Aurevilly, huile sur toile, vers 1845